# Distretto di Sinsicap
Il distretto di  Sinsicap è uno dei dieci distretti della provincia di Otuzco, in Perù. Si trova nella regione di La Libertad e si estende su una superficie di 452,95  chilometri quadrati.